# World Rugby Museum
Il World Rugby Museum è un museo sportivo dedicato alla storia del rugby a 15.
Fondato dalla Rugby Football Union, la federazione rugbistica inglese, si trova all'interno di una tribuna dello stadio londinese di Twickenham e vanta 650 m² di superficie espositiva in cui trovano spazio più di 40 000 cimeli provenienti da tutto il mondo.
Dal 2016 il museo è diretto da Phil McGowan.

## Storia
La federazione rugbistica inglese, proprietaria dello stadio di Twickenham, già fin dal 1979 esponeva al pubblico in tale impianto parte della collezione di memorabilia che aveva costruito nel corso degli anni.
Nel 1982, in occasione di una ristrutturazione cui lo stadio fu sottoposto, fu ricavato uno spazio espositivo all'interno della sua tribuna meridionale (la South Stand) dove le collezioni furono temporaneamente trasferite; il nome originale di tale esposizione, ancora informale, era Museum of Rugby.
Fu soltanto nel 1996 che il museo vide la sua costituzione in forma ufficiale, dopo il suo trasferimento e ridistribuzione su tre piani della East Stand.
Nel 2007 il museo assunse il nome attuale a rispecchiare la dimensione globale della collezione in suo possesso che comprende più di 40 000 cimeli provenienti da ogni parte del mondo: magliette delle selezioni in trasferta nello stadio di Twickenham, gagliardetti, materiali d'archivio, e circa 11 000 fotografie.
Tra il 2017 e il 2018, infine, fu nuovamente trasferito per trovare posto nell'originaria South Stand a seguito di lavori di ristrutturazione della tribuna orientale; i nuovi spazi espositivi, realizzati da Mather & Co, coprono circa 650 m².
Tra i cimeli di maggior pregio esposti nel museo figura la Calcutta Cup originale, trofeo annualmente in palio tra Inghilterra e Scozia e più antico premio della storia del rugby; dal 1988, infatti, a essere assegnata è una replica di tale trofeo perché l'originale, vecchio di oltre un secolo, non era più maneggiabile senza rischio di danneggiamenti permanenti.
Il museo è aperto al pubblico tutti i giorni della settimana tranne il lunedì, e fa parte dei tour guidati dello stadio di Twickenham, oltre a ospitare mostre a tema, come per esempio quelle sul rugby nei vari Paesi del mondo oppure, ancora, monografie dedicate a giocatori che hanno fatto la storia della disciplina.